# Andrachne filiformis
Andrachne filiformis är en emblikaväxtart som beskrevs av Antonina Ivanovna Pojarkova. Andrachne filiformis ingår i släktet Andrachne och familjen emblikaväxter. Inga underarter finns listade i Catalogue of Life.